# Iglesia del Nacimiento de la Bienaventurada Virgen María
La Iglesia del Nacimiento de la Bienaventurada Virgen María (en chino simplificado 圣母圣诞堂 y en inglés Church of the Nativity of the Blessed Virgin Mary) es una iglesia católica localizada en el Distrito de Serangoon, en el área nororiental de Singapur y perteneciente a la arquidiócesis homónima. La iglesia es la principal iglesia en Singapur de los chinos provenientes de Chaozhou (潮州).
La capilla original era de attap (con techo de paja) construida en 1853, con una congregación de agricultores de Chaozhou provenientes de Serangoon y Punggol. Posteriormente, se edificó una capilla de ladrillo en la zona, con el nombre de Iglesia de Santa María, y el padre Jean Casimir Saleilles, su párroco de 1881 a 1911, se encargó de construir en 1901 la iglesia actual.
Asimismo, Saleilles impulsó la fe católica en Johor, fundando la Iglesia de Nuestra Señora de Lourdes de Johor, que posteriormente fue cambiada por la Iglesia de la Inmaculada Concepción, elevada al rango de catedral. Gracias a sus buenas relaciones con el Sultán Ibrahim, le permitió presentar en la iglesia de Johor, así como en la Iglesia del Nacimiento de la Bienaventurada Virgen María en Singapur una estatua de la Bienaventurada Virgen María. La estatua de la iglesia singapuresa sigue en pie. Con el pasar de los años, la iglesia ha creado diversas instituciones educativas, y, además, pasó a ser monumento nacional desde el 14 de enero de 2005.
Desde un punto de vista arquitectónico, la iglesia se basó en los diseños góticos del padre Charles Benedict Nain, quien diseñó la Chijnes (Chapel of the Convent of the Holy Infant Jesús o 圣婴女修院, en español Capilla del Convento del Sagrado Niño Jesús) y la fachada del Colegio San José.